# 温陵站
溫陵站（：／ Olleung yeok */?）是位于韩国京畿道杨州市长兴面的一个铁路车站，属于首尔郊外线。

## 历史
- 1994年8月21日 - 落成使用。

## 相鄰車站
韓國鐵道公社
首爾郊外線
長興－溫陵－松湫